# Apeiba
Apeiba, manji biljni rod iz porodice sljezovki smješten u potporodicu Grewioideae. Postoje 10 priznatih vrsta rasprostranjenih od Meksika do tropske Amerike

## Vrste
1. Apeiba albiflora Ducke
2. Apeiba glabra Aubl.
3. Apeiba intermedia Uittien
4. Apeiba macropetala Ducke
5. Apeiba membranacea Spruce ex Benth.
6. Apeiba petoumo Aubl.
7. Apeiba schomburgkii Szyszył.
8. Apeiba tibourbou Aubl.
9. Apeiba trombetensis Dorr
10. Apeiba uittienii Jans.-Jac. & Westra